# Gabriel Diodati

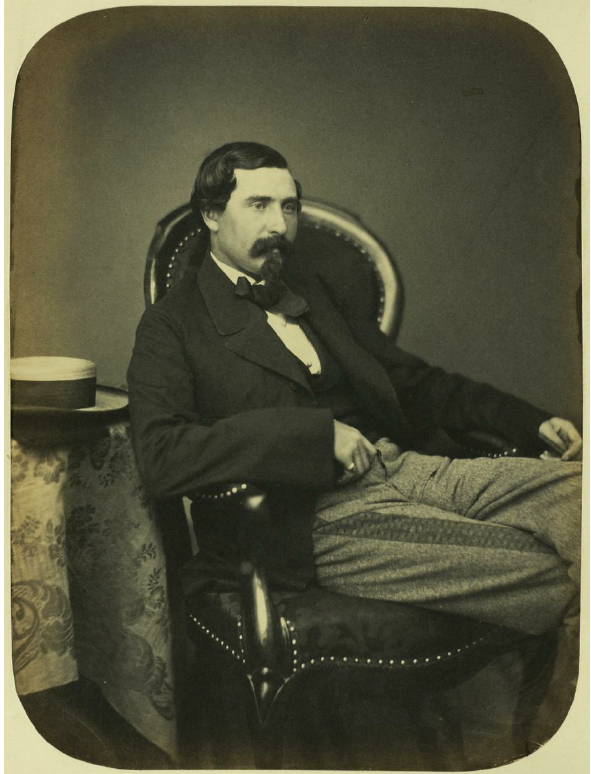
Diodati in der zweiten Hälfte der 1850er Jahre (aus den Sammlungen der Bibliothek von Genf)

Charles Gabriel Diodati (geb. 24. November 1828 in Genf; gest. 14. Juli 1914 ebenda) war ein Schweizer Rentier und Architekt des Historismus. Bedeutung erlangt hat er hauptsächlich durch sein Hauptwerk, das Palais de l’Athenée.

## Leben

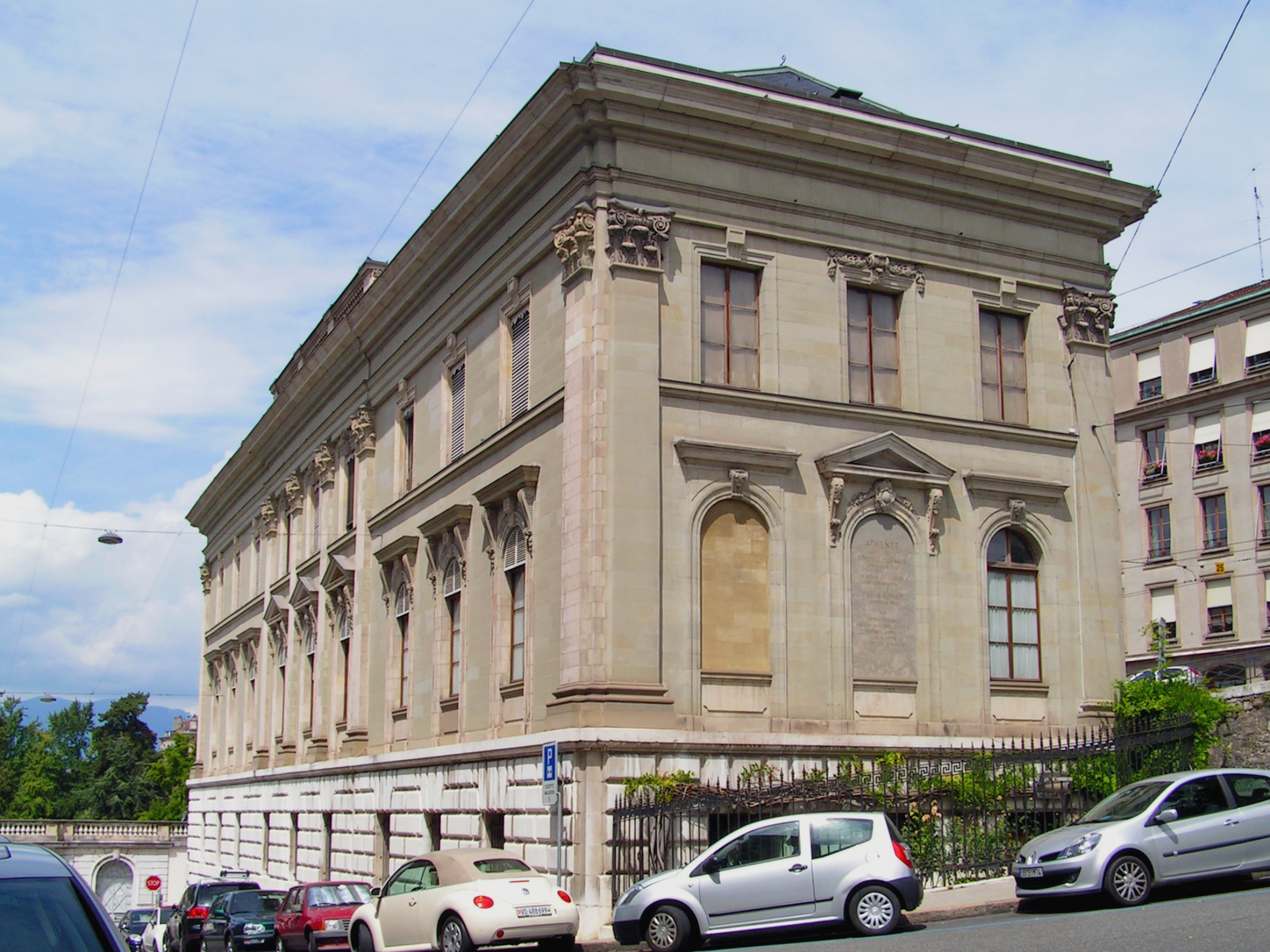
Das Palais de l’Athenée in Genf, eröffnet 1863

Der Sohn des Genfer Notabeln Edouard Diodati studierte an der Akademie von Genf und in Paris. 
Bereits 1848 anlässlich der Schleifung der Genfer Bastionen beteiligte er sich an einer Ideenkonkurrenz zur Bebauung der freiwerdenden Anlagen. Seine Bauten, oft Wohnsitze für die Notabeln Genfs, realisierte er oft gemeinsam mit Charles Schaeck, so auch sein Hauptwerk, das Palais de l’Athenée, das als Sitz und Museum der Société des Arts de Genève errichtet wurde. Neben den Genfer Residenzen arbeitete er auch für die Familie Grand d’Hauteville vor allem in Perroy. 1875 übergab Diodati sein Büro an den Nachfolger. 1856 bis 1862 und 1867 bis 1872 war er Offizier im Generalstab.
Diodati ist am Eingang des Neuen Friedhofs von Cologny, einer Gemeinde im Kanton Genf, in einem neoklassizistischen Sarkophag bestattet.

## Werke (Auswahl)
- Häusergruppe Rue Charles Bonnet, Stadtresidenzen, Genf 1861, mit Charles Schaeck
- Maison Picot, Wohnhaus, Genf 1861
- Hôtel, Wohnhaus, Genf 1861
- Hôtel Plantamour, Wohnhaus, Genf 1862
- Hôtel, Wohnhaus, Genf 1862
- Palais de l’Athenée, Museum, Genf 1863, mit Charles Schaeck
- Villa Eynard, Wohnhaus, Genf 1864